# Breechen
Breechen ist ein Ortsteil der Gemeinde Gützkow im Landkreis Vorpommern-Greifswald. Der Ort hat 130 Einwohner (Stand: 31. Dezember 2015).

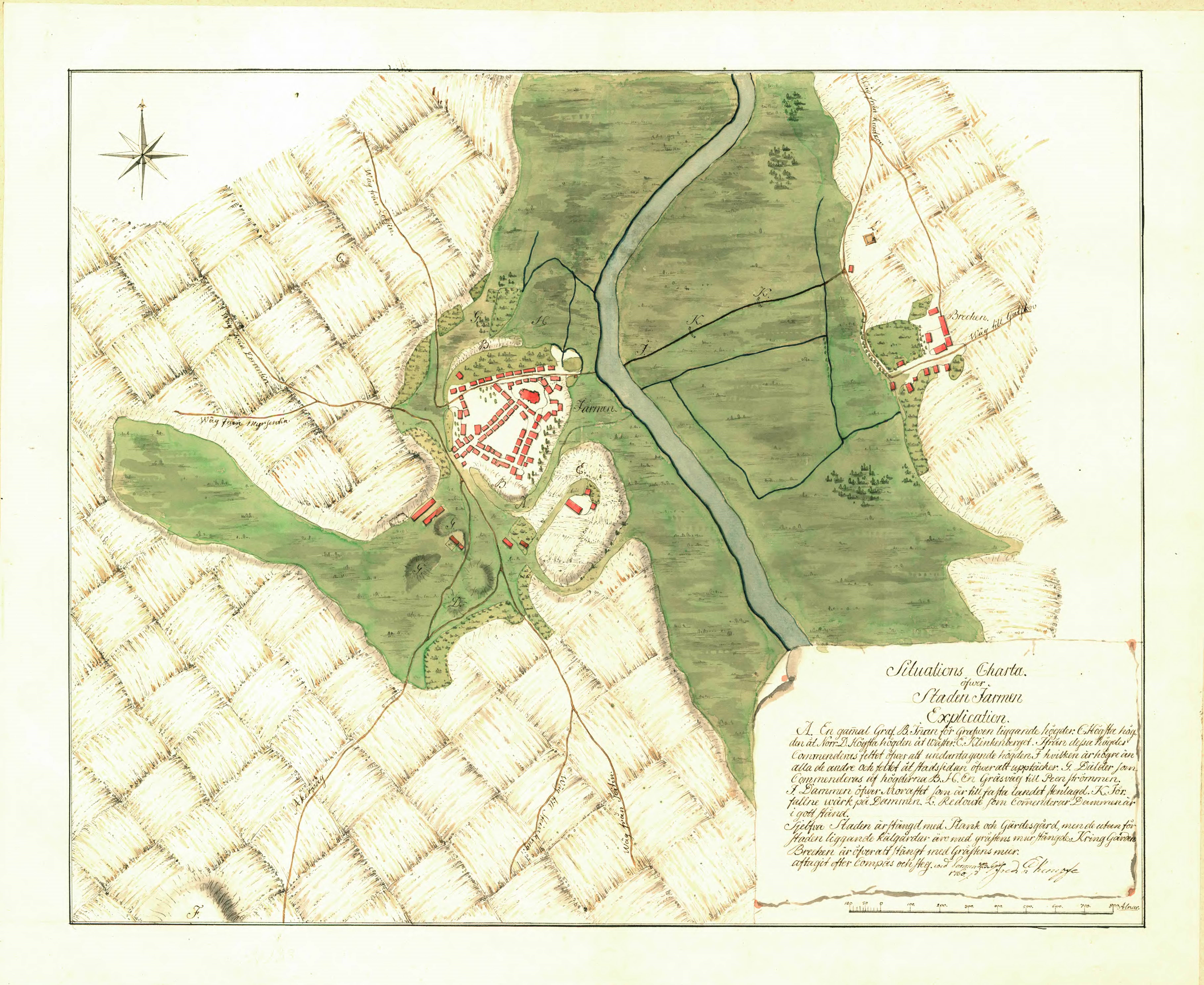
Plan Jarmen und Breechen 1760 mit Schanze und Zollstelle

Karte von Breechen von 1880

Drehbrücke der GJK über die Peene zwischen Breechen und Jarmen 1897

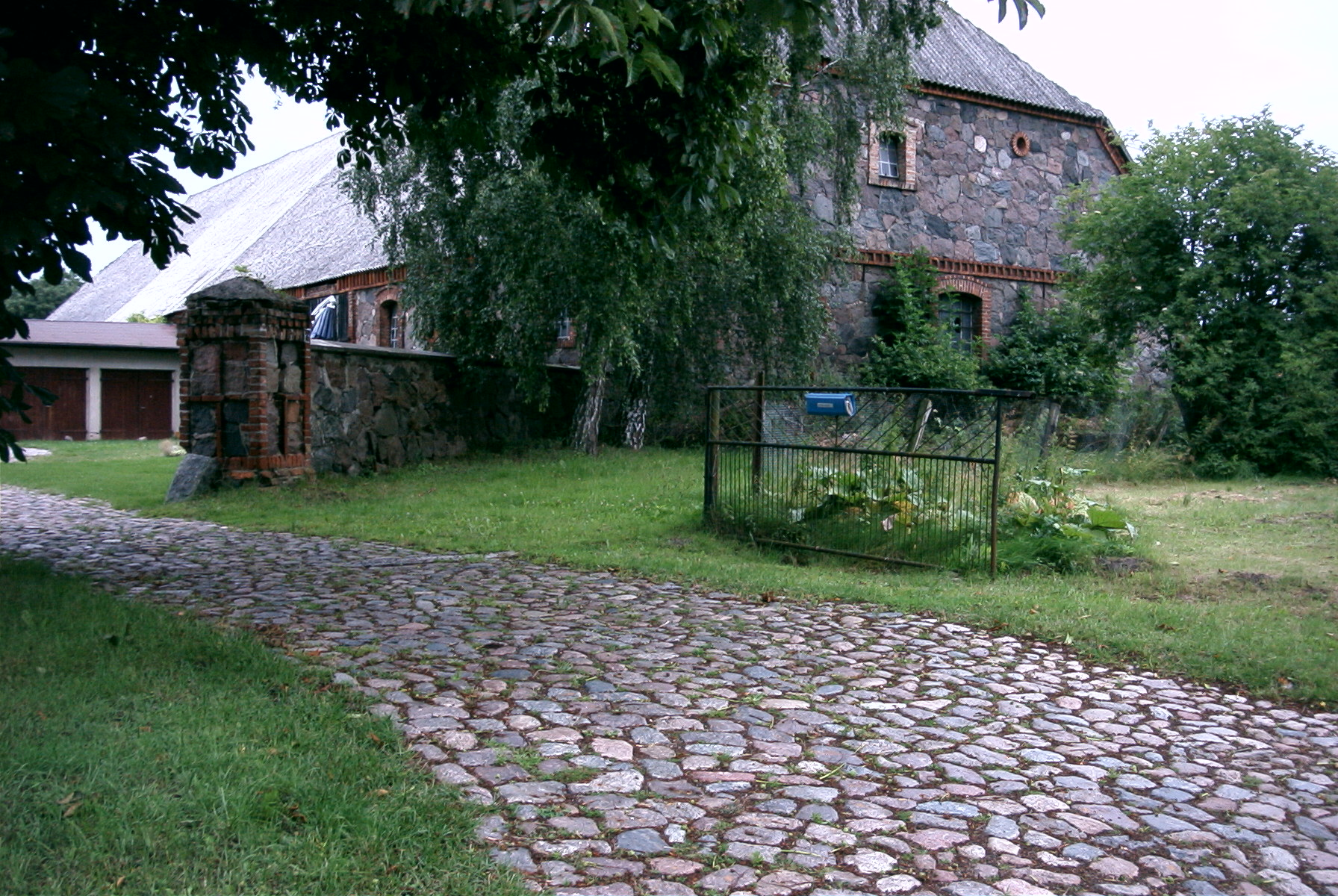
Gutshof Breechen

## Geographie
Breechen liegt 4,5 Kilometer südwestlich von Gützkow an der alten B 96 jetzt L 35 und der neuen A 20, sowie nahe der Peene.

## Geschichte
Ob dieser Ort und die östlich davon hoch gelegene Ackerfläche „insula Olde Breeke“, auf der Gützkower Stadtgemarkung, in einem direkten historischen Zusammenhang stehen, ist nicht zu ermitteln.
Breechen wurde 1574 erstmals als Briechem urkundlich genannt. 1629 und danach oft als Breichen bezeichnet. Erst 1859 und dann ab 1867 für immer der jetzige Name Breechen gebräuchlich. Der Name lässt sich mit dem slawischen bereg oder breg, was für Ufer oder Abhang steht, erklären. Das bezieht sich auf des Hochufer der Peene, welches in der Eiszeit gebildet wurde. Darauf bezieht sich auch der oben genannte, zu Breechen benachbarte, Flurname des „Alten Breechen“ von Gützkow.
Herzog Bogislaw XIV. verlieh 1629 an seinen Kammerjunker Victor Horn (später von Horn) für seine Verdienste, aber wohl auch für geliehenes Geld, das Dorf und Gut Breechen als Erbeigentum. Damals gehörte Breechen zum fürstlichen Domanio und bestand aus 4 Ganz- und 4 Halbhufnern. Victor Horn verkaufte 1635 das Gut an die Witwe von Arend Bornard und deren zwei Söhne.
Die drei letzten Bauernhöfe in Breechen wurden 1684 zugunsten des Gutes gelegt (enteignet).
Rittmeister Normann wurde dann 1708 als Besitzer auf Breechen genannt.
Breechen wurde 1720 Grenzort zwischen Preußen und Schwedisch-Pommern und erhielt einen schwedischen Grenz- und Zollposten. Zu erkennen in der schwedischen Militärkarte von 1760 leicht westlich vom Ort die Grenzschanze und das kleine Zollgebäude. Beide sind heute nicht mehr feststellbar, sie wurden nach 1815 mit dem Wegfall der Grenze beseitigt.
Major Alexander von der Hardt wurde 1782 Besitzer des Dorfes und Gutes Breechen. Er verkaufte 1794 das Dorf mit 35 Einwohnern und Gut Breechen an Gottlieb Homeyer (1765–1847). Der 1797 geadelte von Homeyer erhielt es 1802 als Lehen.
In der Folge wurde 1822 Eggebrecht als Pächter der Domäne Breechen genannt. Hier ist wieder ein Bruch in der Historie des Gutes. Es erscheint hier plötzlich als Domäne, also Staatseigentum, möglicherweise ist dieses bereits 1815 beim Besitzwechsel von Schwedisch-Vorpommern zur preußischen Provinz Pommern geschehen, warum ist noch nicht ermittelt.
Das Gut Breechen ging 1834 wieder als Privatbesitz an den Wolgaster Fabrikanten Schmidt, dessen Sohn ab 1866 das Gut verpachtete.
In Jarmen wurde 1863 die erste Peenebrücke gebaut, nachdem kurz vorher die Steinbahn (Pflasterstraße) Greifswald – Breechen fertiggestellt war. Damit fiel der Fährverkehr von Breechen nach Jarmen weg.

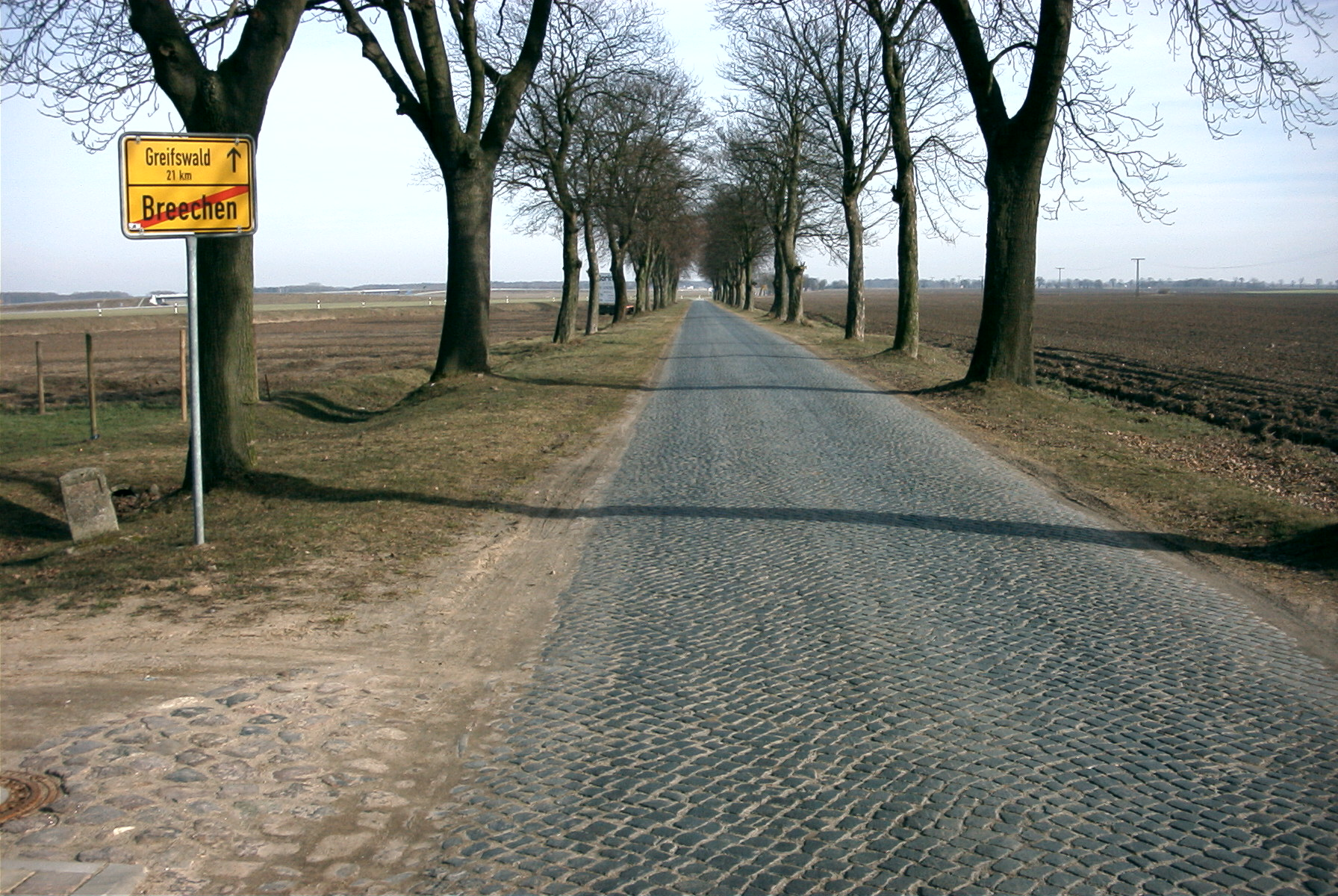
Steinbahn von 1850 bei Breechen

Der Bericht vom 1. Januar 1865 nennt folgende Zahlen: Bevölkerung: 72 Einwohner in 12 Familien, davon die Pächterfamilie 6 Pers., 1 Verwalter, 1 Wirtschafterin, 6 Knechte und Jungen, 8 Mägde, 10 männliche und 9 weibliche Tagelöhner, 4 Dienstboten. Gebäude: 8 Wohnhäuser, 8 Wirtschaftsgebäude. 1905 wurde auch eine Windmühle erwähnt.
Die Kleinbahn Greifswald – Jarmen tangierte ab 1897 Breechen, ohne es direkt zu berühren oder eine Haltestelle zu errichten. Besonderheit war jedoch die Brücke über die Peene auf der Breechener Gemarkung. Es war eine seltene Drehbrücke, die aber nicht wie die Schienen und alles fahrende Material demontiert und als Reparation in die Sowjetunion transportiert wurden, sondern noch bis 1958 vor Ort verblieb und dann von der Reichsbahn abgebaut und als Fußgängerbrücke im Bahnhof Stralsund bis 1989 verwendet wurde.
Als letzter Privatbesitzer in Breechen erschien 1927 Ernst von Heyden, der zwar gut wirtschaftete, aber dessen Familie über ihre Verhältnisse lebte und das Gut hoch verschuldete.
Am 22. Februar 1928 stellte der Magistrat von Gützkow den Antrag auf Eingemeindung der Gutsbezirke in die Stadt Gützkow. Am 10. Februar wurde auch vorsorglich die Eingemeindung der Güter Breechen, Neuendorf, Kuntzow, Fritzow, Dargezin, Owstin und Pentin beantragt, da Jarmen auf Breechen, Neuendorf und Kuntzow Ansprüche stellte. Gleichlaufend mit der Auflösung der Gutsbezirke 1928, erwarb die Stadt Jarmen das Gut Breechen, hatte aber keinen ökonomischen Erfolg. Jarmen gab 1929 das Gut Breechen an das Greifswalder Kulturamt ab, das dann das Gut aufsiedelte.
Am 1. Juli 1950 wurde der Name der Gemeinde von Neuendorf in Breechen geändert.
Am 1. März 1960 schlossen sich die Bauern zur Landwirtschaftlichen Produktionsgenossenschaft Typ I zusammen. Diese LPG erhielt den Namen „Diamant“, weil das dorfansässige Ehepaar Wörle am 24. Februar seine diamantene Hochzeit gefeiert hatte. 1972 erfolgte dann noch unter Typ I der Zusammenschluss mit Neuendorf. 1974 wurden beide LPGen, Breechen und Neuendorf, in Typ III überführt und dann 1977 in die LPG (P) Gützkow integriert. In Breechen wurden 1982 von der LPG 96 Kälber versorgt.
Die Einwohnerzahl betrug im Jahre 1982 138 Personen.
In der DDR wurde im Jahr 1962 per Gesetz eine Gemeindereform durchgeführt. Breechen und Neuendorf wurden zu einer eigenständigen Gemeinde zusammengelegt.
Bei Jarmen wurde 1967 die neue Peenebrücke im Zuge der B 96 fertiggestellt. Für Breechen wurde damit die westliche Ortsumgehung durch den ehemaligen Park realisiert.
1977 wurde bei Breechen für die LPG (P) Gützkow und die Milchviehanlage Bandelin ein Pumpwerk mit einem Zulaufkanal von der Peene errichtet. Dem Pumpwerk wurde eine kilometerlange Ringrohrleitung angegliedert, die verteilt auf die Ackerflächen Hydrantenanschlüsse für die mobilen Verregnungsanlagen hatte. Auch die Milchviehanlage Bandelin war an das Netz angeschlossen, von dort wurde die Gülle mit dem Peenewasser gemischt und dann auf den Ackerflächen verregnet. Es war sowohl die Klarwasser- und Güllemischwasserverregnung möglich. Für das Pumpwerk Breechen, die weit verzweigten Verregnungsanlagen und die sonstige Melioration wurden insgesamt 16.500.000 Mark investiert. Gleichlaufend wurden im Einzugsgebiet der LPG die Wirtschaftswege modernisiert und zum Teil neu eingerichtet. Für Breechen bedeutete das, dass die Straße von Gützkow zur Meierei asphaltiert und der Landweg von der Meierei nach Breechen mit Betonplatten belegt wurden. Damit war eine kurze Verbindung von Breechen nach Gützkow hergestellt.
Die LPG (P) Gützkow bewirtschaftete 1984 in 16 Ortschaften und Ortsteilen 5760 Hektar landwirtschaftlicher Nutzfläche.
In den 1980er Jahren wurde im alten Gutshaus, das zwischenzeitlich zur Gaststätte umgebaut war, eine Schuhfertigung zur Schaffung von Frauenarbeitsplätzen eingerichtet. Die Arbeit wurde 1990 eingestellt.
Am 8. Juli 1995 begannen A-20-Gegner vom BUND mit dem Aufbau eines Hüttendorfes für die Protest´ler bei Breechen. Sie erhielten von der Kreisverwaltung eine Räumungsaufforderung, die nicht befolgt wurde. In den Wiesen bei Breechen kampierten 1996 trotz des strengen Winters immer noch circa 10 A-20-Gegner im Hüttendorf.
Am 3. Juli 1997 werden an der zukünftigen A-20-Trasse nahe Breechen die Archäologen des Landesamtes für Denkmalpflege erstmals mit datierbarem Material fündig. Es wurden Urnenreste und Steinpackungen aus der Zeit um 5500 v. u. Z. freigelegt. Damit war eine Besiedlung des Gebietes um Breechen seit der Mittelsteinzeit nachgewiesen.
Am 15. Juli 1997 räumten die Gegner des Autobahnbaus bei Breechen nach zwei Jahren das Hüttendorf. Am 16. Juli gab Landrat Kautz die Einebnung und Beseitigung des verlassenen Hüttendorfes in Auftrag. Die Beräumung des Hüttendorfes und die Beseitigung des zurückgelassenen Mülls kostete 15.000 DM.
Am 1. Januar 2005 wurde die Gemeinde Breechen-Neuendorf auf Wunsch ihrer Bürger als Ortsteil nach Gützkow eingemeindet.
Breechen hatte am 31. Dezember 2014 124 Einwohner mit Hauptwohnung und 6 mit Nebenwohnung.
Breechen hatte am 31. Dezember 2015 123 Einwohner mit Hauptwohnung und 7 mit Nebenwohnung.